# Tutela de evidência
A tutela de evidência é uma espécie de tutela provisória prevista no artigo 311 do Código de Processo Civil brasileiro de 2015 que visa a antecipação provisória dos efeitos da decisão final. Diferentemente das outras espécies de tutela provisória, não há necessidade de demonstração do perigo da demora da prestação da tutela jurisdicional ou do risco dano irreparável (periculum in mora) para a concessão da tutela, basta apenas a demonstração de elementos que evidenciem a existência do direito da parte (fumus boni iuris). 
Por ser uma tutela provisória, a tutela de evidência é sujeita a reexame do julgador, podendo ser revogada ou modificada a qualquer momento, antes da decisão definitiva, como disciplina o artigo 296 do Código de Processo Civil.

## Hipóteses de cabimento
As hipóteses de cabimento estão previstas, em rol taxativo, nos incisos do artigo 311 do Código de Processo Civil:
I - ficar caracterizado o abuso do direito de defesa ou o manifesto propósito protelatório da parte; 
II - as alegações de fato puderem ser comprovadas apenas documentalmente e houver tese firmada em julgamento de casos repetitivos ou em súmula vinculante;
III - se tratar de pedido reipersecutório fundado em prova documental adequada do contrato de depósito, caso em que será decretada a ordem de entrega do objeto custodiado, sob cominação de multa;
IV - a petição inicial for instruída com prova documental suficiente dos fatos constitutivos do direito do autor, a que o réu não oponha prova capaz de gerar dúvida razoável.
Nos casos indicados nos incisos I e II, de acordo com o parágrafo único do supracitado artigo, o juiz poderá decidir liminarmente, ou seja, sem ouvir a outra parte. Já nas situações indicadas nos incisos III e IV, o réu necessariamente deverá ter sido ouvido previamente.
A hipótese prevista no inciso I é considerada pela doutrina como punitiva ou sancionatória, pois a tutela é concedida quando a parte contrária usa a sua defesa com propósito manifesto de protelação, em outras palavras, quando a defesa se utiliza de recursos ou incidentes apenas com o intuito de suspender o processo. Nos casos dos incisos II, III e IV, a doutrina classifica como documentais, pois o acolhimento da tutela se baseia essencialmente na prova documental das alegações de fato da parte.
Uma característica comum existente nas quatro hipóteses é a necessidade de apresentação de uma prova completa, a fim de evidenciar o fumus boni iuris. Não se trata de uma prova suficiente a dar elementos para que o juiz possa decidir definitivamente a tutela, como acontece no julgamento antecipado do mérito, mas de provas documentais que comprovam a existência do direito de tal maneira, ao menos antes da instrução probatória e do contraditório em alguns casos, que não se divisa como a parte contrária possa resisti-lo legitimamente.